# António Pacheco
António Pacheco (Portimão, 1 de diciembre de 1966-Faro, 20 de marzo de 2024) fue un futbolista y entrenador de fútbol portugués que jugó en la posición de extremo.

## Carrera

### Club
| Periodo   | Club             |
| --------- | ---------------- |
| 1985-1986 | GD Torralta      |
| 1986-1987 | Portimonense SC  |
| 1987–1993 | SL Benfica       |
| 1993–1995 | Sporting CP      |
| 1995–1996 | CF Os Belenenses |
| 1996–1998 | AC Reggiana 1919 |
| 1998      | CD Santa Clara   |
| 1999      | Atlético CP      |
| 1999–2000 | GD Estoril Praia |
| 2000–2001 | Atlético CP      |

### Selección nacional
Debutó con Portugal el 15 de febrero de 1989 entrando de cambio en el minuto 60 en un empate 1–1 ante Bélgica por la clasificación de UEFA para la Copa Mundial de Fútbol de 1990. Jugó en seis ocasiones con la selección nacional hasta su última aparición en 1991.

### Entrenador
| Periodo   | Club            |
| --------- | --------------- |
| 2001      | Atlético CP     |
| 2004–2005 | Portimonense SC |

## Muerte
Pacheco murió en Faro el 20 de marzo de 2024 a los 57 años. Él estaba enfermo una semana antes de morir durante un juego de boliche con amigos, donde perdió el conocimiento tras sufrir un paro cardíaco. A pesar de los esfuerzos, nunca pudo recuperar la conciencia y fue declarado con muerte cerebral al día siguiente en el hospital.

## Logros
- Primeira Liga: 1988–89, 1990–91
- Taça de Portugal: 1992–93, 1993-94
- Supertaça Cândido de Oliveira: 1989